# Stazione di Agen
La stazione di Agen (in francese Gare d'Agen) è la principale stazione ferroviaria di Agen, Francia.